# ホーレス・バブコック
ホーレス・バブコック(Horace Welcome Babcock、1912年9月13日-2003年8月29日)は、アメリカ合衆国の天文学者である。父のハロルド・バブコックも天文学者であった。
彼は多数の天文機器を発明、製造し、1953年には補償光学の概念を初めて提案した。専門は、分光法と恒星の磁場である。太陽黒点の磁気に関するバブコックモデルを提案した。
第二次世界大戦中には、マサチューセッツ工科大学とカリフォルニア工科大学で放射線を研究した。戦後は、父と生産的な共同研究を始めた。大学はカリフォルニア工科大学を卒業し、カリフォルニア大学バークレー校で博士号を取得した。
バブコックの1938年の博士論文のテーマは、暗黒物質の兆候を含む最初期のものだった。彼は、質量対光度比が放射状に増加することを示唆する、アンドロメダ銀河の回転曲線の測定結果を報告した。しかし彼は、これを銀河による光の吸収か外側の渦状椀の動きによるものであるとした。そのため、バブコックによるアンドロメダ銀河の回転曲線が渦巻銀河の質量または重力の問題を示すものとして完全に受け入れられるのは、1970年代のヴェラ・ルービンとケント・フォードの研究を待つ必要があった。
1964年から1978年まで、カリフォルニア工科大学のパロマ―天文台長を務めた。

## 名誉

### 受賞
- ヘンリー・ドレイパー・メダル（1957年）[6]
- エディントン・メダル（1958年）
- アメリカ芸術科学アカデミー（1959年）[7]
- ブルース・メダル（1969年）[8]
- 王立天文学会ゴールドメダル（1970年）[9]
- ジョージ・エラリー・ヘール賞（1992年）

### 命名
- 小惑星バブコック - 彼と父の名前が由来
- 月のクレーターバブコック - 父の名前が由来

### その他
- 米国科学アカデミー選出（1954年）[10]
- アメリカ芸術科学アカデミー選出（1959年）[11]
- アメリカ哲学協会選出（1966年）[12]

### 訃報
- PASP 116 (2004) 290 (not available online yet, see )
- Preston, George W. (2004). “Obituary: Horace Welcome Babcock (1912–2003)”. Publications of the Astronomical Society of the Pacific 116 (817):  290–294. Bibcode: 2004PASP..116..290P. doi:10.1086/382664.